# 阿特區 (比利時)
阿特區（法語：Arrondissement d'Ath）是比利时瓦隆大区埃諾省的一个区。該區轄有11個市鎮，面積667.94平方公里，2021年人口為128610人。

## 市鎮
阿特区下辖以下市鎮：

### 2019年起
- 阿特（Ath）
- 贝勒伊（Belœil）
- 贝尼萨尔（Bernissart）
- 布吕热莱特（Brugelette）
- 谢夫尔（Chièvres）
- 埃勒泽勒（Ellezelles）
- 昂吉安（Enghien）+
- 弗洛贝克（Flobecq）
- 弗拉讷莱昂万（Frasnes-lez-Anvaing）
- 莱西讷（Lessines）+
- 锡利（Silly）+

### 2019年之前
- 阿特（Ath）
- 贝勒伊（Belœil）
- 贝尼萨尔（Bernissart）
- 布吕热莱特（Brugelette）
- 谢夫尔（Chièvres）
- 埃勒泽勒（Ellezelles）
- 弗洛贝克（Flobecq）
- 弗拉讷莱昂万（Frasnes-lez-Anvaing）

2019年1月1日，蘇瓦尼區市镇昂吉安、莱西讷和锡利划至该區。